# Exechia nativa
Exechia nativa är en tvåvingeart som beskrevs av Oskar Augustus Johannsen 1912. Exechia nativa ingår i släktet Exechia och familjen svampmyggor. Inga underarter finns listade i Catalogue of Life.